# The Night Before Christmas
The Night Before Christmas, známý také pod názvem Hanging Stockings on a Christmas Eve, je americký němý film z roku 1905. Režisérem je Edwin S. Porter (1870–1941). Film trvá zhruba 9 minut. Jedná se o první filmovou adaptaci básně 'Twas the Night Before Christmas z roku 1823.
Natáčení probíhalo v New Yorku. Film měl premiéru 16. prosince 1905.